# Grégory Saint-Géniès
Grégory Saint-Géniès (ur. 23 maja 1977 w Maisons-Alfort) – francuski skeletonista, olimpijczyk.

## Kariera
Największy sukces w karierze osiągnął 17 grudnia 2006 roku w Cesanie, gdzie zwyciężył w zawodach Pucharu Europy. Wyprzedził tam Niemca Mirsada Halilovica oraz Kanadyjczyka Keitha Loacha. Nigdy nie stanął na podium zawodów Pucharu Świata. W 2010 roku wystartował na igrzyskach olimpijskich w Vancouver, zajmując piętnaste miejsce. Był też między innymi dwunasty podczas mistrzostw Europy w Sankt Moritz w 2009 roku oraz szesnasty na rozgrywanych dwa lata wcześniej mistrzostwach świata w Sankt Moritz.